# Megalomus pyraloides
Megalomus pyraloides is een insect uit de familie van de bruine gaasvliegen (Hemerobiidae), die tot de orde netvleugeligen (Neuroptera) behoort. 
Megalomus pyraloides is voor het eerst wetenschappelijk beschreven door Rambur in 1842.